# Региональный ландшафтный парк «Надсанский»
Региональный ландшафтный парк «Надса́нский» (РЛПН) общей площадью 19428 га был создан в украинско-польской приграничной зоне в 1997 году. Расположен в Борынской поселковой общине Самборского района Львовской области Украины.
Парк расположен между двумя горными хребтами по обе стороны Главного Европейского водораздела возле истоков двух европейских рек. Река Сан, исток которой находится около села Сянки, является притоком Вислы, которая впадает в Балтийское море, тогда как Днестр, который берёт начало вблизи от Шандровца. впадает в Чёрное море. Название парка отражает его расположение — вдоль течения реки Сан на государственной границе Украины с Польшей. В настоящий момент это и внешняя граница Европейского союза. Территория парка охватывает две весьма отличающиеся части: в отдалённой и недоступной долине Сана практически отсутствуют поселения, в то время как вторая, плотно заселённая, характеризуется богатством культурного наследия и сохранёнными формами традиционного землепользования. Население РЛПН составляет около 9 тысяч человек в 8 сёлах, на территории которых расположены многочисленные памятники исторического и культурного наследия.
Леса и лесонасаждения занимают 51,6 %, а сельскохозяйственные земли — 42,9 % площади парка. Пять природных комплексов, в которых охраняются условно коренные буковые, пихтово-буковые и зелено-ольховые древостои, включены в состав заповедного ядра биосферного резервата в РЛПН. Более 30 видов растений, встречающихся в парке, включены в Красную книгу Украины; многочисленные места обитания и отдельные виды растений и животных РЛПН приведены в Приложениях к Директивам ЕС об охране диких видов птиц и по охране естественных мест обитания (биотопов) дикой флоры и фауны.
Одновременно парк является (с октября 1998 года) частью первого в мире трёхстороннего резервата биосферы «Восточные Карпаты» по программе ЮНЕСКО Man and Biosphere Reserve Programme.

## Ландшафт парка
Территория РЛПН находится в границах Стрийско-Санской верховины Водораздельно-Верховинской области Украинских Карпат в интервале высот от 640 до 951 метра над уровнем моря. Ландшафт части парка, размещённой вдоль государственной границы, формируют три горных хребта, которые пересекают территорию с северо-запада на юго-восток: Красный Верх (наивысшая точка — гора Мархитина, 826 м), Санский (гора Щолб, 874 м), Бучок (гора Бучок, 915 м и безымянная вершина 951 , которая находится на юго-востоке этого хребта). Между хребтами Красный Верх и Санский находятся островные горы — Каменец (762 м) и Лосевка (819 м). В цепи островных гор долины верхнего Сана наивысшей точкой является Санковская Кичера — 888 м. Хребет Красный Верх переходит в прядь Отрита (польская часть резервата). Хребты Бучок и Санский находятся на расстоянии 6 и 10 км от Главного водораздельного хребта Восточных Бескид. В долине, сформированной горными реками Яблонька (бассейн Днестра) и Река (бассейн Сана), которая при хорошей погоде неплохо просматривается с шоссе Львов-Ужгород около Борыни, расположены сёла Боберка, Шандровец, Верхняя Яблонька и Нижняя Яблонька. Между Главным водораздельным хребтом и Санским кряжем, от истоков реки Сан около села Сянки, в северо-западном направлении простирается другая большая долина шириной 14-16 км. Река Сан от села Сянки до села Боберка является участком государственной границы Украины с Польшей длиной 53 км и, одновременной внутренней границей между РЛПН и двумя польскими природоохранными территориями, которые также входят в состав резервата — Бещадского Парка Народового и регионального ландшафтного парка «Долина Сана». В этой долине в прошлом были расположены сёла Соколики, Тернава Вижняя (Верхняя) и Тернава Нижняя, Дзвиняч Горишный (Верхний, Горный), Локоть, Дидёва и Журавин, жители которых были выселены в 1944—1946 годах во время операции очищения приграничной полосы. Из этой долины (урочище Локоть над селом Локоть) открывается величественная панорама польской части резервата — от горы Кончик Буковский на юго-востоке до горы Смерек на северо-западе (от села Сянки до Лютовиск). На юге, в районе Ужокского перевала, на участке около километра, РЛПН граничит с другой украинской частью резервата — Ужанским национальным природным парком. С Ужокского перевала открывается вид на этот парк, долину верхнего Сана, Главный водораздельный хребет, Санский хребет, а также отдельные вершины Западных Бещад, например, Кончик Буковский (1251 м) и Галич (1333 м).
Через РЛПН проходит Главный европейский водораздельный хребет, который разделяет бассейны двух европейских рек — Сана (бассейн Балтийского моря) и Днестра (бассейн Чёрного моря). Исток реки Сан находится на юг от села Сянки, а реки Днестр — около села Вовче (рядом с селом Шандровец). На территории РЛПН водораздел берёт своё начало на юге, в районе Ужокского перевала, поворачивает на север до Сянок, от которого проходит в северо-западном направлении хребтами Бучок и Санским, где резко поворачивает на восток, до горы Высокой. От этой вершины водораздел снова поворачивает на северо-запад (почти параллельно внешней границе парка) и за Боберкой, на севере, он входит на территорию Польши.

## Природа парка
Растительный покров на территории РЛПН сформирован лесами с участием бука, пихты и ели, лугами и сельскохозяйственными угодьями (сенокосы, пастбища и пашни). В лесах значительные площади занимают вторичные еловые древостои, которые нуждаются в реконструкции.
Наиболее ценные комплексы буковых, пихтово-буковых и елово-пихтово-буковых лесов сохранились в Борыньском и Яблоньском лесничествах парка, где в урочищах Бучок, Лиски и Санское предложено создать 2 буковых и 2 пихтово-буковых резервата. В урочище Бучок, на склонах горы Верник, также обнаружено уникальное для этой территории место произрастания ольхи зелёной, где будет создан памятник природы. На террасах г. Сан вдоль украинского-польской границы распространены группировки ольхи серой, влажные луга со значительным участием представителей семейства орхидных. В пойме Сана, вблизи Боберки, находится очень интересный во флористическом отношении олиготрофный торфяник, на котором обнаружено около 40 видов сосудистых растений, среди которых много редких. В районе Санского хребта также выявлены верховые торфяники. Вследствие значительного антропогенного воздействия, бывшие лесные территории сейчас занимают сенокосы и пастбища, которые деградируют из-за распространения зарослей можжевельника. По предварительным данным украинских ученых (проф. Степан Стойко), флора РЛПН насчитывает свыше 700 видов сосудистых растений, среди которых 10 % — это редкие и исчезающие виды, а 30 из них находятся в Красной книге Украины. В частности, это баранец обыкновенный, лук медвежий, белладонна обыкновенная, лунария  оживающая, подснежник обыкновенный, лилия лесная, гнездовка обыкновенная и отдельные виды семейства орхидных.
Значительное антропогенное влияние на территорию РЛПН привело к снижению показателей фаунистического разнообразия. Среди земноводных и пресмыкающихся, на территории парка отмечены гадюка обыкновенная, уж водяной, медянка, живородящая ящерица, Эскулапов полоз и саламандра пятнистая (последние два вида находится в Красной книге Украины). В водах горных рек и потоков водятся форель ручьевая, щиповка горная, гольян и хариус. Орнитофауна насчитывает 60 видов птиц, среди которых встречаются редкие виды, в частности, подорлик малый, филин и аист чёрный. Из млекопитающих на территории парка встречается олень благородный, косуля, дикая свинья, белка обыкновенная, хорька темного, лисица. Очень редко попадаются выдра речная, барсук, куница лесная, рысь, волк, медведь бурый и кот лесной.

## История и культурное наследие
По мнению историков, заселение территории, на которой находится РЛПН, началось на рубеже I и II тысячелетий, во времена существования Киевской Руси и Галицко-Волынского княжества. Об этом свидетельствует наличие старых городищ, в частности, вблизи села Нижний Туров, где могли находиться древнерусские оборонительные пункты. По свидетельству польского историка Яна Длугоша, у истоков Сана и Днестра стояла легендарная крепость Собина. Вдоль Сана, от Перемышля до Ужокского перевала, шел торговый и военный путь из Киевской Руси в Западную Европу.
Массовая колонизация Верхнего Надсанья началась в XIV—XVI веках, когда, в политическом контексте, эта территория входила в состав Королевства Польского, а после 1569 года — к Речи Посполитой. В первой половине XVI века все земли, расположенные в верховьях Сана и его притоков, принадлежали краковскому воеводе Петру Кмиту, который основал часть населенных пунктов, которые находились или сейчас находятся в пределах парка — сёла Сянки, Соколики, Тернаву Вижнюю, Тернаву Нижнюю, Шандровец, Дзвиняч Горишный, Дидёву, Боберку и Локоть. На королевских землях, принадлежавших к Розлуцкой краине Самборской экономии, в течение второй половины XVI в. королём Сигизмундом Августом и королевой Изабеллой были основаны Днестрик-Дубовый, Верхняя Яблонька, Нижняя Яблонька, Верхний Туров и Нижний Туров, которые сейчас также входят в состав территории РЛПН. С 1772 по 1918 вся территория Галичины, включая Турковщину, была в составе Австро-Венгерской империи. В 1918 году Надсанье вошло в Западно-Украинскую Народную Республику, с 1919 года оно находилось в составе Польши, с 1939 года — СССР и с 1991 эта территория находится в составе Украины.
В течение 1944—1946 годов, в результате операции по очистке приграничной полосы было полностью выселено около 7 тысяч жителей восьми сёл — Соколик, Тернавы Вижней, Тернавы Нижней, Дзвиняча Горишнего, Локтя, Дидёвы, Журавина и Кривки. В течение 1957—1958 годов были разрушены приусадебные застройки, уникальные памятники сакрального искусства — деревянные церкви бойковского и неоукраинского типов.
В печальный мартиролог вошли такие церкви: Св. Дмитрия (1791), Соколики; Святых апостолов Петра и Павла (1889), Тернава Вижняя; Св.арх. Михаила (1894), Тернава Нижняя; Успения Пресвятой Богородицы (1860), Дидёва; Непорочного зачатия Пресвятой Богородицы (1901), Кривка; Св.арх. Михаила (1905), Дзвиняч Горишный; Св.арх. Михаила (1907), Бенёва (на левом берегу Сана, в 1946 году была разорена солдатами польской Армии Людовой и сожжена в 1947 году); Преображения Господня (1918), Журавин и Св.арх. Михаила (1927), Локоть.
На протяжении всего исторического времени, несмотря на смену политических режимов, уклад жизни населения Надсанья, который представлен карпатской этнической группой бойков, менялся очень медленно. Бойки отличаются своеобразным диалектом, оригинальной одеждой (геометрические узоры и растительный орнамент на рубашках), образом жизни, народными традициями и обычаями.
На территории парка сохранилось значительное количество памятников материальной культуры, преимущественно греко-католических храмов и колоколен — церкви в селах Верхняя Яблонька (Собора Пресвятой Богородицы, 1788 г.), Нижняя Яблонька (Преображения Господня, 1820 г.), Верхний Туров (Св . Пантелеймона, 1890 г.), Боберка (Вознесения Господня, 1913 г. и Св.арх. Михаила, 1914), Нижний Туров (Успения Пресвятой Богородицы, 1914 г.), Днестрик-Дубовый (Собора Пресвятой Богородицы / Святейшего Сердца Иисуса 1920 г.), где до сих пор хранятся уникальные иконы Риботицкой школы и литургические книги из старых, уже несуществующих, деревянных бойковских церквей, построенных в XVI—XVIII веках, как на территории современных, так выселенных и разрушенных деревень. Ещё две старые церкви бойковского типа, построенные в селе Сянки в 1645 и 1703 годах, были проданы в сёла Кострина (1703 г.) и Соль (1831 г.) в Закарпатье, где сохранились до настоящего времени (сейчас это территория Ужанского национального природного парка).
В деревнях, находящихся на территории парка, сохранилась традиционная деревянная бойковская застройка — однорядные дворы («длинная» хата), которые объединяют комплекс жилого дома и конюшни. Одна из них из села Шандровец, построенная в 1909 году, по инициативе митрополита Андрея Шептицкого, в 30-х годах прошлого века была перевезена в Музей народной архитектуры и быта во Львове.
Жители до настоящего времени занимаются земледелием с сохранением древней террасной природоохранной формы обработки почвы, двупольной и многопольной систем земледелия с использованием традиционных орудий труда, к которым относятся плуги, бороны, мотыги, одноручные косы, деревянные вилы и цепы.
Животноводство является традиционным занятием населения на территории РЛПН. Здесь с давних времен выращивали крупный рогатый скот, свиней, лошадей и овец, которых выпасали на общественных пастбищах (выгонам) и на горных долинах, где пастухи занимались производством молочных продуктов, в частности, овечьего сыра — будз. После ликвидации в начале 90-х годов прошлого века колхозов, жители возвращаются к традиционным формам земледелия, скотоводства и пчеловодства. То же касается и возрождения домашних промыслов и ремесел, в частности, вышивания, ткачества полотна, кузнечного дела (можно посетить традиционные кузницы в Боберке и Верхней Яблоньке), плотничества, стельмахства (производство телег и колес в Нижней Яблоньке), бондарства и т. д.

## Социально-исторические условия проживания населения на территории парка
Плотность населения на территории РЛПН достигает 46 жителей на 1 км² (на левом берегу реки Сан, в польской части резервата, аналогичный показатель почти в 75 раз ниже), общая численность жителей составляет 9,008 жителей в 8 селах. Несмотря на тяжелые социально-экономические условия проживания и высокий индекс детской смертности, вызванный низким уровнем финансирования учреждений системы здравоохранения на Украине, индекс прироста населения на территории парка является положительным. В возрастной структуре населения негативным явлением является уменьшение процента трудоспособного населения и рост долей детей и лиц пенсионного возраста, которые суммарно составляют 58 %. Вследствие роста показателей безработицы и низкого уровня жизни жителей, имеет место эмиграция трудоспособного населения в страны Западной Европы.
Сельскохозяйственные земли в РЛПН занимают 42,9 % территории. В результате земельной реформы, которая началась на Украине в 1990 годах, эти земли были переданы работникам бывших колхозов. Почти 80 % крестьян имеют земельные наделы не более 5 га. Для обработки пашни — выращивание зерновых культур, картофеля и овощей, до сих пор используются традиционные земледельческие орудия. Разведение крупного рогатого скота занимает ведущее место в сельскохозяйственном производстве на этой территории. Негативным фактором, который ограничивает производственную активность населения, является деградация горных пастбищ. Вспомогательными видами хозяйственных занятий местных жителей является собирание плодов леса, ягод, лекарственных трав, пчеловодство (в Боберке, Верхней и Нижней Яблоньке, Сянках), рыболовство (Шандровец, Нижняя Яблонька, Нижний и Верхний Туров).
Лесопокрытая территория занимает 51,6 % площади парка. Ведение лесного хозяйства на землях Гослесфонда осуществляется Борыньским гослесхозом, который подчинен Государственному лесохозяйственному объединению «Львовлес» и коммунальному предприятию «Галсильлес», которому подчинены территориально расчлененные леса крестьянских союзов (бывшие межколхозные леса). Учитывая тяжелое экономическое положение населения, в лесах имеют место несанкционированные рубки древесины, особой степени это касается территорий «Галсильлеса», а существующие вторичные древостои с преобладанием пихты требуют реконструкции.
Вследствие сельскохозяйственного влияния, значительные территории лесов крестьянских союзов трансформированы в послелесовіе луга и пастбища, что привело к снижению показателей биоразнообразия за счет распространения зарослей кустарников и выпадения из состава растительных сообществ ряда редких и исчезающих видов. Несмотря на существенное антропогенное воздействие, на территории РЛПН выявлено около 30 видов растений, занесенных в Красную книгу Украины.

## Деятельность РЛПН
Целью создания РЛПН было обеспечение экологического баланса верховья реки Сан, которое находится в пределах Украины и Польши, путём установления границы международного резервата биосферы по природному водоразделу Сана. Это привело к улучшению природной репрезентативности этой территории за счет дополнительных площадей в пределах северного макросклона Бескидов. Приоритетными задачами администрации РЛПН, которая находится в Борыне, является обоснование таких форм ведения лесного и аграрного хозяйства, обеспечивающие сохранение биотического разнообразия, устойчивое развитие этой территории и одновременно способствовали рациональному использованию ландшафтов парка через рекреацию и туризм. Этот «молодой» парк нуждается в проведении инвентаризации флоры и фауны с целью установления границ распространения видов и мест обитания, которые охраняются на Украине и в Европейском Союзе. Здесь нужно определить границы лесных резерватов и памятников природы, изучить историческое и этнокультурное наследие и, вместе с органами местного самоуправления и жителями, установить оптимальные пути сохранения этой уникальной территории. Такой подход должен стать фундаментом и для экономического развития на территории парка путём внедрения стратегии устойчивого развития через поддержку традиционных способов землепользования, производство локальных продуктов, рекреацию и туризм (пешеходные, велосипедные и конные маршруты).